# Mannheimer Mess

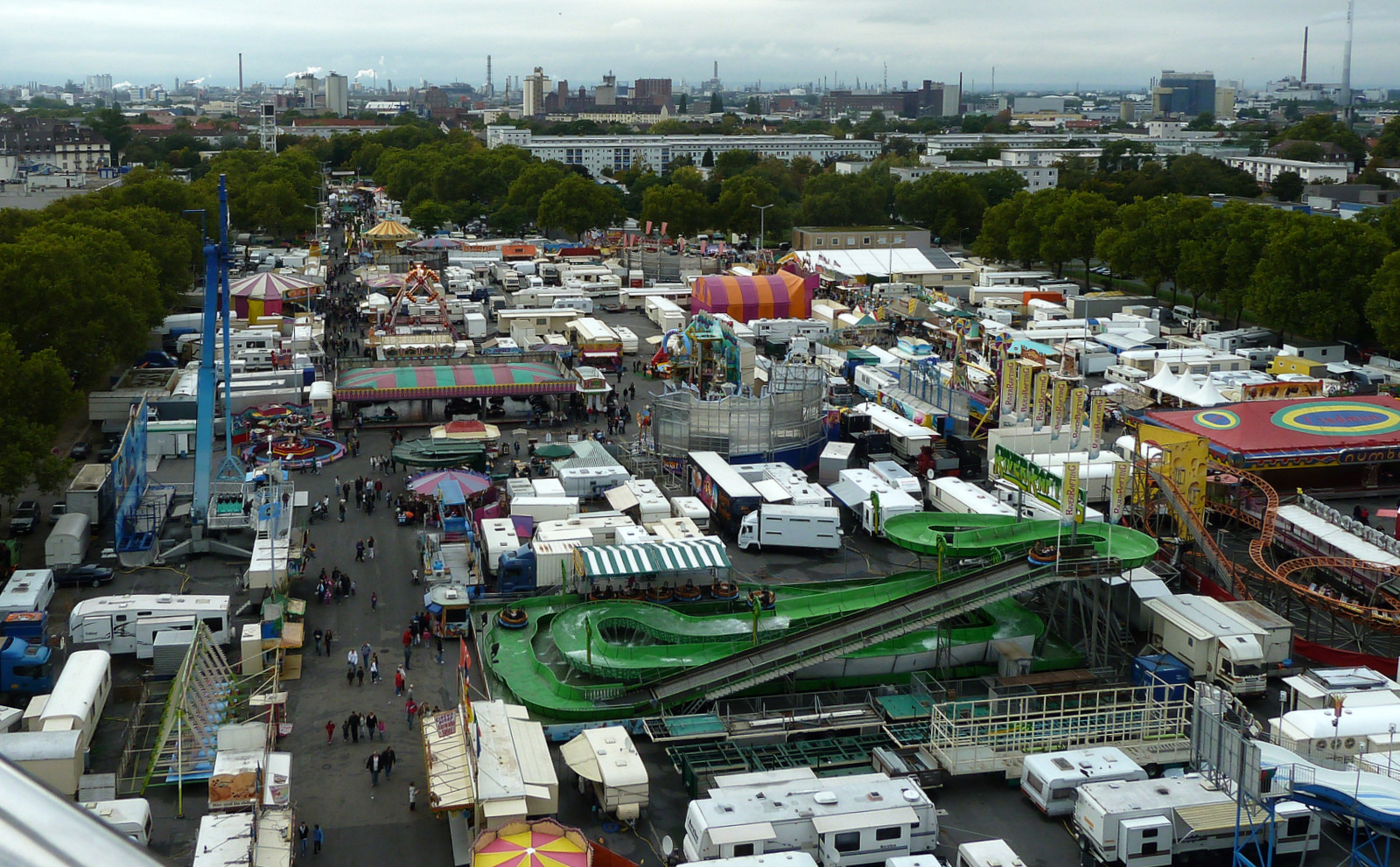
Mess im Oktober 2010 vom Riesenrad (Neuer Messplatz)

Mannheimer Mess ist ein Volksfest in Mannheim. Es findet zweimal im Jahr, im Frühling (April/Mai) und im Herbst (September/Oktober), für jeweils zwei Wochen statt. Mit rund 300.000 Besuchern ist die Mannheimer Mess eines der großen Volksfeste der Rhein-Neckar-Region.

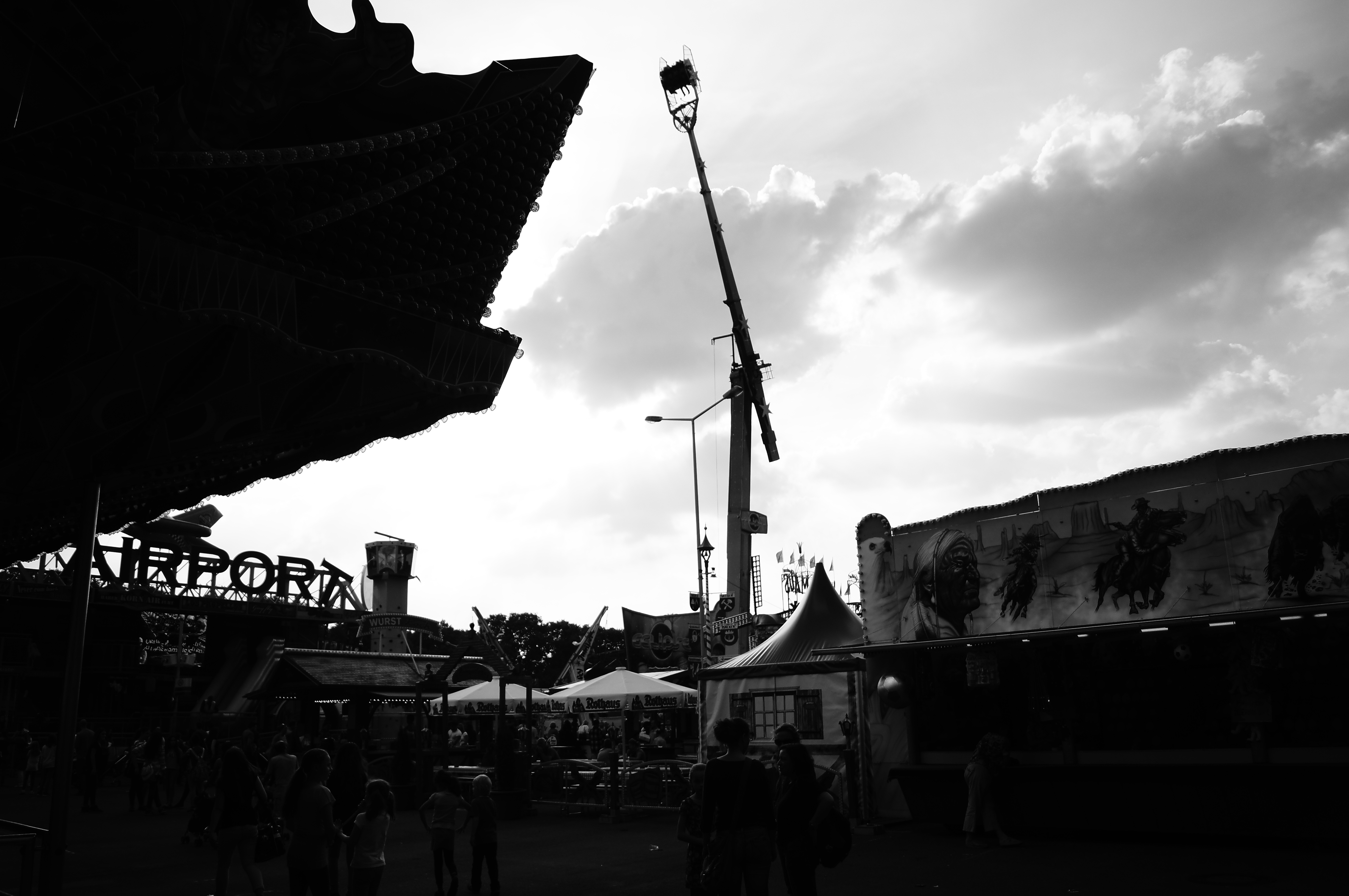
Mannemer Mess - Oktober 2014

Die Mess geht zurück auf die Verleihung der Marktprivilegien an die Stadt Mannheim durch Pfalzgraf Johann II. von Zweibrücken im Jahr 1613. Die Termine für zwei Jahrmärkte wurden damals auf den 1. Mai und den 22. September festgelegt. 1876 wurde der eigentliche Markt, aus dem sich fortan der Maimarkt entwickelte, von den Schaubuden getrennt, die von der Innenstadt auf die andere Neckarseite auf den heutigen Alten Meßplatz in der Neckarstadt zogen. Aus Platzgründen wurde die Messe Ende der 1930er Jahre etwas neckaraufwärts auf den sogenannten Weißen Sand zwischen der (Alten) Feuerwache und der Friedrich-Ebert-Brücke verlegt. In den 1960er Jahren folgte der Wechsel auf den eigens angelegten Neuen Meßplatz in der nördlichen Neckarstadt.